# The Pirate Ship
Pour plus de détails, voir Fiche technique et Distribution.
The Pirate Ship (« Le Bateau Pirate ») est un film britannique réalisé par Lewin Fitzhamon, sorti en 1906. 
Ce film muet en noir et blanc, réputé perdu, est l'un des premiers films à mettre en scène les Pirates.

## Synopsis
Une jeune femme, retenue prisonnière par des pirates, est sauvée par des marins.

## Fiche technique
- Titre original : The Pirate Ship
- Réalisation : Lewin Fitzhamon
- Scénario : Lewin Fitzhamon
- Société de production : Hepworth
- Producteur : Cecil M. Hepworth
- Société de distribution : Hepworth
- Pays d'origine :  Royaume-Uni
- Langue : anglais
- Format : Noir et blanc – 1,33:1 – 35 mm – Muet
- Genre : film d'aventure
- Longueur de pellicule : 137 m
- Année : 1906
- Dates de sortie :
  -  Royaume-Uni : juin 1906

## Distribution
- Lewin Fitzhamon : le pirate
- Hetty Potter : la jeune femme